# Davit Minasyan
Davit Minasyan (in armeno Դավիթ Մինասյան?; Erevan, 9 marzo 1993) è un ex calciatore armeno, di ruolo centrocampista.

## Palmarès

### Club

#### Competizioni nazionali
- Campionato armeno: 1

P'yownik: 2010
- Supercoppa d'Armenia: 2

P'yownik: 2010, 2011
- Coppa d'Armenia: 1

P'yownik: 2012-2013